# Onibaba (película)
Onibaba es una película japonesa de terror estrenada en 1964 y dirigida por Kaneto Shindō. Está protagonizada por Nobuko Otowa, Jitsuko Yoshimura, Kei Satô y Jûkichi Uno. La película está ambientada durante el período Nanbokuchō; y se centra en la vida de dos mujeres (nuera y suegra) que sobreviven en los campos de arroz asesinando soldados para luego despojarlos de su armamento y venderlo en el mercado negro.

## Reparto
- Nobuko Otowa como la madre de Kichi.
- Jitsuko Yoshimura como la esposa de Kichi.
- Kei Satō como Hachi.
- Taiji Tonoyama como Ushi.